# Xochistlahuaca, Tlacoapa
Xochistlahuaca är en ort i Mexiko.   Den ligger i kommunen Tlacoapa och delstaten Guerrero, i den sydöstra delen av landet, 260 km söder om huvudstaden Mexico City. Xochistlahuaca ligger 816 meter över havet och antalet invånare är 185.
Terrängen runt Xochistlahuaca är huvudsakligen kuperad, men norrut är den bergig. Xochistlahuaca ligger nere i en dal. Runt Xochistlahuaca är det ganska glesbefolkat, med 42 invånare per kvadratkilometer. Närmaste större samhälle är Pascala del Oro, 10,4 km söder om Xochistlahuaca. I omgivningarna runt Xochistlahuaca växer huvudsakligen savannskog.